# 天堂的七分鐘
天堂的七分鐘（Seven minutes in heaven）是青少年的團體遊戲，目前已知最早玩這個遊戲在1953年代於美國辛辛那提進行的。遊戲會選出二個人躲進衣櫃或其他黑暗密閉空間中，在裡面待七分鐘的時間，二個人在這段時間可以作任何想做的事。常見的選擇有接吻、愛撫甚至於性行為，不過二個人也可以聊天、做其他（多半是安靜不會出聲）的事，或是什麼都不做。此個遊戲也有變體，時間也可以延長，最長到五個小時。
參與者可以由許多不同的方式選出，例如轉瓶子、抽簽或是投票。遊戲的限制可以在事前就訂定，或是由二個人私下訂定。

## 流行文化
有許多電影有提到此遊戲，例如《情意綿綿》（1985年）、《十八歲之狼》（1985年）、《三十姑娘一朵花》（2004年）、《倒數第二個男朋友》（2007年）和《绯闻计划》（2010年）等。
提到此遊戲的電視劇有《淘小子看世界》影集中的Fear Strikes Out（1994年）、《蓋酷家庭》影集中的And the Wiener Is...、《摩登家庭》影集第7季第18集的The Party（2015-2016）等。
參考此遊戲的歌曲有打倒男孩樂團2005年的歌曲《7 Minutes in Heaven》，以及布蘭妮·斯皮爾斯2016年的歌曲《睡衣派對》。
參考此遊戲的戲劇有Steven Levenson在2009年的戲劇《Seven Minutes in Heaven》。